# 워킹 데드: 월드 비욘드
《워킹 데드: 월드 비욘드》(영어: The Walking Dead: World Beyond)는 AMC에서 2020년 10월부터 방영된 미국의 포스트 아포칼립스, 좀비 드라마이다. 드라마 《워킹 데드》의 스핀오프 작품이다.